# Hermann Löffler
Hermann Löffler (* 13. Februar 1908 in Ottweiler; † 20. Oktober 1978 in Heidelberg) war ein deutscher Historiker, Geschichtsdidaktiker und Schlüsselfigur des Sicherheitsdienstes der NSDAP beim Missbrauch der Geschichtswissenschaften für die NS-Ziele.

## Leben
Hermann Löffler war Sohn des Seminarlehrers Hermann Löffler senior und dessen Ehefrau Julie Löffler, geborene Arend. Löffler studierte nach dem Abschluss seiner Schullaufbahn Geschichte, Germanistik, Vergleichende Religionswissenschaft und Philosophie in Frankfurt, Bonn, München, Wien, Montpellier, Toulouse, Barcelona und in Belgien. Er beendete 1932 sein Studium an der Universität Frankfurt mit dem I. Staatsexamen. Nach dem Referendariat im Saarland arbeitete er ab 1935 an einer katholischen Frauenoberschule im Saarland und 1936 noch kurzzeitig an einem Berliner Gymnasium.
Zum 1. Juli 1928 trat er der NSDAP (Mitgliedsnummer 91.613) und 1932 der SA bei. Nach der Saarabstimmung wechselte er im April 1935 von der SA zur SS (SS-Nummer 270.064) und wurde Schulungs-Leiter sowie ab August 1936 Referent für Geschichte und 1937 Abteilungsleiter im Rasse- und Siedlungshauptamt der SS. Im August 1938 wurde er zur SS-Forschungsgemeinschaft Deutsches Ahnenerbe versetzt, wo er die Abteilung für mittlere und neuere Geschichte leitete. Doch bereits im November 1938 erfolgte sein durch Franz Alfred Six veranlasste Kommandierung zum SD-Hauptamt und nach Auslaufen der Befristung im Oktober 1939 seine hauptamtliche Übernahme. Eingesetzt wurde er in der Zentralabteilung II 2 - Lebensgebietsmäßige Auswertung. Sein direkter Vorgesetzter war hier Wilhelm Spengler. Mit diesem Schritt war es gelungen, die bisher beim „Ahnenerbe“ angesiedelte Geschichtsforschung in den Sicherheitsdienst der NSDAP hereinzuholen und sie für die Ziele der Partei-Institution zu instrumentalisieren. In diesem neuen Aufgabenbereich verfasste Löffler auf Anregung von Franz Alfred Six im Winter 1938/1939 eine Denkschrift Entwicklung und Aufgaben der Geschichtswissenschaft in Deutschland, in der er die deutschen Historiker auf ihre Übereinstimmung mit dem nationalsozialistischen Regime bewertete. Maßgeblich seinem Wirken war es in dieser strategischen Umbruchssituation zuzuschreiben, dass nunmehr die deutsche Geschichtswissenschaft in einer verhängnisvollen Wechselrolle missbraucht werden konnte. Zum einen hatte sie damit einen Platz als nachrichtendienstliche Gegnerforschung, Zweitens zur Bearbeitung der wissenschaftlichen Institutionen und der Geschichtsforschung im Sinne der NSDAP-Ziele, sowie Drittens zur Durchsetzung der nationalsozialistischen Geschichtsauffassung in der gesamten Gesellschaft eingenommen.
Ab 1940 erfolgte durch Hermann Löffler und Rudolf Levin die SD-gemäße Bearbeitung der Geschichtswissenschaft in den Ämtern III und VIII des Reichssicherheitshauptamtes. In 7 festen Arbeitsgruppen und unter Einbeziehung von 77 SS-Offizieren wurde das zukünftige "Geschichtsbild" des "Dritten Reiches" konzipiert. Im gleichen Jahr promovierte er an der Universität Jena bei Günther Franz und Erich Maschke mit einer nicht veröffentlichten Schrift über den Anteil der jüdischen Presse am Zusammenbruch Deutschlands 1918. Ab dem 1. Oktober 1941 arbeitete er als wissenschaftlicher Assistent. Seine 1942 an der Reichsuniversität Straßburg erfolgte Habilitation über den katholischen Politiker und Sozialreformer Franz Joseph von Buß verdeutlicht bereits seine feste Einbindung in die "Gegnerforschung des Sicherheitsdienstes im Amt VII des RSHA.  Zwar war er ab 16. September 1942 als Dozent am Historischen Seminar in Straßburg eingesetzt, doch die damit verfolgte Integration an der Universität schlug fehl. Von Sommer 1943 bis Anfang 1944 war Löffler als Sturmbannführer beim Einsatzkommando Agram der Einsatzgruppe E eingesetzt. Mit den ehemaligen Straßburger Historikerkollegen Ernst Anrich (keine Teilnahme) und Günther Franz wurde er noch eingeladen, um neue Presse- und Publikationsstrategien zum "Durchhalten" zu planen. Am 6. März 1945 trafen sich unter dem Vorsitz von Hans Ernst Schneider in der Wannsee-Villa des SD u. a. Löffler, Franz, Fritz Schwalm und ihr SS-Vorgesetzter Hans Rößner.
Nach Kriegsende wurde Löffler als Mitläufer entnazifiziert. Noch 1945 wurde er zum außerplanmäßigen Professor in Straßburg ernannt und übernahm Arbeiten für das Bundesministerium für gesamtdeutsche Fragen. Zusätzlich wirkte er als Werbeleiter für die von Ernst Anrich gegründete Wissenschaftliche Buchgemeinschaft. In dieser Zeit wurde er als sog. 131er schließlich in Volkshochschulen und Schulen eingesetzt. 1952 zunächst in den Schuldienst in Rheinland-Pfalz (Oppenheim) eingestellt, wurde er ab 1954 als Studienrat in Baden-Württemberg übernommen, u. a. war er Lehrer am Zeppelin-Gymnasium Stuttgart. Von 1962 bis 1973 wirkte er als Professor für Geschichte und ihre Didaktik an der Pädagogischen Hochschule Heidelberg. Das Gutachten zur Einstellung verfasste Günther Franz. Danach war er bis 1975 noch an der PH Heidelberg Lehrbeauftragter. Seine Karriere in der SS verschwieg er dabei. Er verfasste nur Rezensionen für Das Historisch-Politische Buch, das Günther Franz herausgab, und biografische Artikel, keine Forschungsschriften. Obwohl als Geschichtsdidaktiker berufen, lehrte er ausschließlich als Fachhistoriker.
Der Historiker Wolf-Ulrich Strittmatter verweist auf die „kreativ angepassten“ Passagen im Lebenslauf und in Löffflers 1940 verfasster Dissertation, die im ursprünglichen Text eindeutig antisemitisch geprägt gewesen sei. In einer Denkschrift  habe Löffler „eindeutig nach politischen und rassischen Kriterien“ argumentiert. So sei auch etwa die Rede gewesen vom „totalen Kriegseinsatz der Geisteswissenschaften“. Kritisch zu hinterfragen, so Strittmatter, sei „die demokratisch gewandelte Gesinnung“ nach dem Krieg. Löffler habe zu der Gruppe der Historiker gehört, die – teils überzeugt, teils dienstwillig – Forschung und Lehre an den Grundsätzen der NS-Ideologie ausrichteten und dadurch als „Überzeugungstäter“ zur Stabilisierung der NS-Herrschaft im Bereich der Wissenschaften einen wichtigen Beitrag leisteten.

## Schriften
- England und das Judentum. In: Berliner Monatshefte : Zeitschr. für Vorgeschichte u. Geschichte d. Weltkrieges.20, Nr. 11 1942, S. 505–515.
- Der Staat des saporogischen Kosaken. Zur Geschichte der Ukraine. In: Berliner Monatshefte : Zeitschr. für Vorgeschichte u. Geschichte d. Weltkrieges.20 (1942) 1942, S. 255–266.
- mit Walter Hohmann et al.: Von Führern und Helden. Erzählungen aus der deutschen Geschichte. 3. Auflage. Salle, Frankfurt am Main 1943.
- mit Walter Hohmann et al.: Von der deutschen Ostsiedlung bis zu den Anfängen Bismarcks. 2. Auflage. Salle, Frankfurt am Main 1943.
- mit Walter Hohmann et al.: Von der Vorgeschichte bis zum Ende der Stauferzeit. 3. Auflage. Salle, Frankfurt am Main 1943.
- Ludendorffs Sturz und die Feinde des Reiches. In: Reich und Reichsfeinde. 1943, S. 143–188.